# لانس ستورم
 لانس إيفيرس  (ولد في 3 أبريل 1969) مصارع ومدرب كندي محترف، كان يصارع سابقا بالدبليو دبليو أي تحت اسم «لانس ستورم»، وقد صارع أيضًا في بطولة العالم للمصارعة (WCW) وإكستريم تشامبيونشيب ريسلينغ (ECW). ويلقب بالعاصفة المثالية والنمر. 
إيفيرس وزوجته تينا لديهما بنتين، هما: ريتشيل وريبيكا، وقد قام بتدريب الكثير من المصارعين، ومنهم: دولف زيجلر، المصارعتان أيما وميكي جيمس، تايلر بريز وغيرهم.

## بطولاته وإنجازاته
- CRMW Commonwealth Mid-Heavyweight Championship خمس مرات
- CRMW North American Championship مرة واحدة
- CRMW North American Tag Team Championship مرتان
- CWA World Junior Heavyweight Championship مرتان
- ECW World Tag Team Championship ثلاث مرات
- SMW Beat the Champ Television Championship مرة واحدة
- WAR International Junior Heavyweight Tag Team Championship مرتان
- WAR World Six-Man Tag Team Championship مرة واحدة
- WCW Cruiserweight Championship مرة واحدة
- WCW Hardcore Championship مرة واحدة
- WCW United States Heavyweight Championship ثلاث مرات
- World Tag Team Championship أربع مرات
- WWF Intercontinental Championship مرة واحدة

## روابط خارجية
- لانس ستورم على موقع IMDb (الإنجليزية)
- لانس ستورم على موقع قاعدة بيانات الفيلم (الإنجليزية)
- لانس ستورم على موقع دبليو دبليو إي (الإنجليزية)
- لانس ستورم على موقع WrestlingData.com (الإنجليزية)
- لانس ستورم على موقع CageMatch worker (الإنجليزية)
- لانس ستورم على موقع قاعدة بيانات المصارعة على الإنترنت (الإنجليزية)
- لانس ستورم على موقع عالم المصارعة على الإنترنت (الإنجليزية)
- لانس ستورم على موقع عالم المصارعة على الإنترنت (الإنجليزية)